# روبين موران
روبين موران (بالإسبانية: Rubén Morán)‏ (مواليد 6 أغسطس 1930) هو لاعب كرة قدم. يلعب مع منتخب الأوروغواي لكرة القدم. سبق له أن لعب في كأس العالم لكرة القدم مع منتخب بلاده.

## روابط خارجية
- روبين موران على موقع الاتحاد الدولي (مؤرشف)  (الإنجليزية)
- روبين موران على موقع قاعدة بيانات كرة القدم.إي يو (الإنجليزية)
- روبين موران على موقع ناشيونال فوتبول تيمز (الإنجليزية)
- روبين موران على موقع عالم كرة القدم.نت (الإنجليزية)